# Liste der Gouverneure der Philippinen

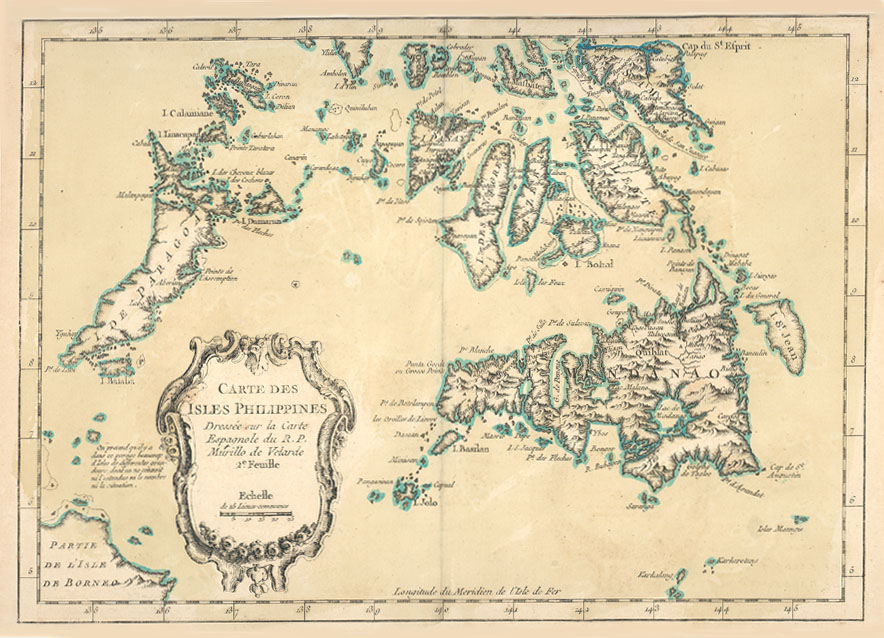
Die Philippinen 1764

Der Gouverneur der Philippinen (spanisch Gobernador de Filipinas) regierte die spanische Kolonie der Philippinen in der Zeit von 1565 bis 1898. Von 1898 bis 1935 standen die Philippinen unter US-amerikanischer Hoheit, die zuerst von Militärgouverneuren (englisch: Military Governor), später von so genannten Zivil- und Generalgouverneuren (Civil Governors, bzw. Governors General) ausgeübt wurde.
Nach dem ersten Kontakt der Europäer mit den Inseln durch Ferdinand Magellan 1521, der den spanischen Anspruch auf das Land begründete, und weiteren spanischen Expeditionen von 1525 bis 1542, errichtete Miguel López de Legazpi 1565 die ersten kolonialen Siedlungen. 1571 folgte die spanische Befestigung der Siedlung in Manila.
Die Kolonialverwaltung (die sich im Wesentlichen auf die Wirkung in Manila beschränkte) war Teil des Vizekönigreichs Neuspanien; die wichtigsten Handelsbeziehungen folgten der Route Manila-Acapulco. 1762 bis 1764 besetzten die Briten im Zuge des Siebenjährigen Krieges Manila und zwangen die spanische Kolonialverwaltung nach Iloco auszuweichen.
Mit der Unabhängigkeit Mexikos und dem Ende des Vizekönigreichs wurden die Philippinen ab 1821 direkt von Spanien aus verwaltet. 1896 begann der Befreiungskrieg der Unabhängigkeitsbewegung Katipunan, der bis 1897 dauerte. 1898 brach der Spanisch-Amerikanische Krieg aus, der im August 1898 mit der Niederlage der Spanier endete; die Herrschaft über die Philippinen ging mit dem Pariser Frieden zum 1. Januar 1899 auf die USA über.
Nach 1935 wurde das Commonwealth der Philippinen eingerichtet, an dessen Spitze keine Gouverneure, sondern gewählte Präsidenten standen.

## Spanische Kolonialperiode

### König Philipp II. ( – 1598)
| Herrschaft                       | Name                                    | Anmerkung     |
| -------------------------------- | --------------------------------------- | ------------- |
| 27. April 1565 – 20. August 1572 | Miguel López de Legazpi y Gurruchategui |               |
| 1572 – 25. August 1575           | Guido de Cabezares                      | interimsweise |
| 25. August 1575 – April 1580     | Francisco de Sande Picón                |               |
| April 1580 – 10. Mai 1583        | Gonzalo Ronquillo de Peñalosa           |               |
| 10. Mai 1583 – Mai 1584          | Diego Ronquillo                         | interimsweise |
| 16. Mai 1584 – Mai 1590          | Santiago de Vera                        |               |
| Mai 1590 – 25. Oktober 1593      | Gómez Pérez das Mariñas                 |               |
| 1593                             | Pedro de Rojas                          | interimsweise |
| 1593–1596                        | Luis Pérez das Mariñas                  | interimsweise |
| 1596–1602                        | Francisco Tello de Guzmán               |               |

### König Philipp III. (1598–1621)
| Herrschaft | Name                                                     | Anmerkung     |
| ---------- | -------------------------------------------------------- | ------------- |
| 1602–1606  | Pedro Bravo de Acuña                                     |               |
| 1606–1608  | Cristóbal Téllez de Almazán                              | interimsweise |
| 1608–1609  | Rodrigo de Vivero y Aberrucia Lasso de la Vega y Velasco | interimsweise |
| 1609–1616  | Juan de Silva                                            |               |
| 1617–1618  | Gregorio de Silva                                        | interimsweise |
| 1618–1624  | Alfonso Fajardo de Tenza                                 |               |

### König Philipp IV. (1621–1665)
| Herrschaft | Name                                    | Anmerkung     |
| ---------- | --------------------------------------- | ------------- |
| 1624–1625  | Jerónimo de Silva                       | interimsweise |
| 1625–1626  | Fernándo de Silva                       |               |
| 1626–1632  | Juan Niño de Tavora                     |               |
| 1632–1633  | Lorenzo de Olaza y Lecubarri            | interimsweise |
| 1633–1635  | Juan Cerezo de Salamanca                | interimsweise |
| 1635–1644  | Sebastián Hurtado de Corcuera y Gaviría |               |
| 1644–1653  | Diego Fajardo Chacón                    |               |
| 1653–1663  | Sabiniano Manrique de Lara              |               |
| 1663–1668  | Diego de Salcedo                        |               |

### König Karl II. (1665–1700)
| Herrschaft                        | Name                                          | Anmerkung     |
| --------------------------------- | --------------------------------------------- | ------------- |
| 1668–1669                         | Manuel de la Peña Bonifaz                     |               |
| 1669–1677                         | Manuel de León y Saravia                      |               |
| 1677–1678                         | Regierung durch die Real Audiencia von Manila |               |
| 1678–1684                         | Juan de Vargas y Hurtado                      |               |
| 1684–1689                         | Gabriel de Curucealegui y Arriola             |               |
| 1689–1690                         | Alfonso Fuertes Abella                        | interimsweise |
| 25. Juli 1690 – 8. September 1701 | Fausto Cruzat y Góngora                       |               |

### König Philipp V. (1700–1746)
| Herrschaft                          | Name                                                         | Anmerkung     |
| ----------------------------------- | ------------------------------------------------------------ | ------------- |
| 8. September 1701 – 25. August 1709 | Domingo de Zabalburu de Echeverri                            |               |
| 25. August 1709 – 4. Februar 1715   | Martín de Ursúa y Arizmendi, Conde de Lizárraga              |               |
| 4. Februar 1715 – 9. August 1717    | José de Torralba                                             | interimsweise |
| 9. August 1717 – 11. Oktober 1719   | Fernando Manuel de Bustamante y Bustillo Rueda               |               |
| 11. Oktober 1719 – 6. August 1721   | Fray Francisco de la Cuesta                                  | interimsweise |
| 6. August 1721 – 14. August 1729    | Toribio José Miguel de Cosio y Campo, Marqués de Torre Campo |               |
| 14. August 1729 – Juli 1739         | Fernando de Valdés Tamón                                     |               |
| Juli 1739 – 21. September 1745      | Gaspar de la Torre Ayala                                     |               |
| 21. September 1745 – 20. Juli 1750  | Frater Juan de Arechederra                                   | interimsweise |

### König Ferdinand VI. (1746–1759)
| Herrschaft                    | Name                                                | Anmerkung |
| ----------------------------- | --------------------------------------------------- | --------- |
| 20. Juli 1750 – 26. Juli 1754 | Francisco José de Ovando y Solís, Marqués de Ovando |           |
| 26. Juli 1754 – 31. Mai 1759  | Pedro Manuel de Arandía Santisteban                 |           |

### König Karl III. (1759–1788)
| Herrschaft                        | Name                          | Anmerkung                                                                                        |
| --------------------------------- | ----------------------------- | ------------------------------------------------------------------------------------------------ |
| Juni 1759 – Juli 1761             | Miguel Lino de Espeleta       | interimsweise                                                                                    |
| Juli 1761 – Oktober 1762          | Manuel Antonio Rojo del Río   | interimsweise                                                                                    |
| Oktober 1762 – 17. März 1764      | Simón de Anda y Salazar       | Erste Amtszeit (bis zum 10. Februar 1763 im Widerstand gegen die Engländer unter Dawsonne Drake) |
| 17. März 1764 – 6. Juli 1765      | Francisco Javier de la Torre  | interimsweise                                                                                    |
| 6. Juli 1765 – Juli 1770          | José Antonio Raón y Gutiérrez |                                                                                                  |
| Juli 1770 – 30. Oktober 1776      | Simón de Anda y Salazar       | Zweite Amtszeit                                                                                  |
| 30. Oktober 1776 – Juli 1778      | Pedro Sarrio                  | Erste Amtszeit, interimsweise                                                                    |
| Juli 1778 – 22. September 1787    | José Basco y Vargas           |                                                                                                  |
| 22. September 1787 – 1. Juli 1788 | Pedro Sarrio                  | Zweite Amtszeit, interimsweise                                                                   |

### König Karl IV. (1788–1808)
| Herrschaft                         | Name                                    | Anmerkung                      |
| ---------------------------------- | --------------------------------------- | ------------------------------ |
| 1. Juli 1788 – 1. September 1793   | Félix Berenguer de Marquina             |                                |
| 1. September 1793 – 7. August 1806 | Rafael María de Aguilar y Ponce de León |                                |
| 7. August 1806 – 4. März 1810      | Mariano Fernández de Folgueras          | Erste Amtszeit, interimistisch |

### König Ferdinand VII. (1808–1833)
| Herrschaft                            | Name                              | Anmerkung                                                                              |
| ------------------------------------- | --------------------------------- | -------------------------------------------------------------------------------------- |
| 4. März 1810 – 4. September 1813      | Manuel González Aguilar           | in Spanien Zeit des Befreiungskriegs gegen Napoleon                                    |
| 4. September 1813 – 10. Dezember 1816 | José de Gardoqui Jaraveita        |                                                                                        |
| 10. Dezember 1816 – 30. Oktober 1822  | Mariano Fernández de Folgueras    | Zweite Amtszeit, Ende des Vizekönigreichs Neuspanien, direkte Unterstellung an Spanien |
| 30. Oktober 1822 – 14. Oktober 1825   | Juan Antonio Martínez             |                                                                                        |
| 14. Oktober 1825 – 23. Dezember 1830  | Mariano Ricafort Palacín y Abarca |                                                                                        |
| 23. Dezember 1830 – 1. März 1835      | Pascual Enrile y Alcedo           |                                                                                        |

### Königin Isabella II. (1833–1868)
| Herrschaft                              | Name                                       | Anmerkung                       |
| --------------------------------------- | ------------------------------------------ | ------------------------------- |
| 1. März 1835 – 23. April 1835           | Gabriel de Torres y Velasco                |                                 |
| 23. April 1835 – 9. September 1835      | Joaquín de Crámer                          | interimsweise                   |
| 9. September 1835 – 27. August 1837     | Pedro Antonio de Salazar Castillo y Varona | interimsweise                   |
| 27. August 1837 – 29. Dezember 1838     | Andrés García Camba                        | interimsweise                   |
| 29. Dezember 1838 – 14. Februar 1841    | Luis Lardizabal y Montojo                  |                                 |
| 14. Februar 1841 – 17. Juni 1843        | Marcelino de Oras Lecumberri               |                                 |
| 17. Juni 1843 – 16. Juli 1844           | Francisco de Paula Alcalá de la Torre      |                                 |
| 16. Juli 1844 – 26. Dezember 1849       | Narciso Clavería y Zaldúa                  |                                 |
| 26. Dezember 1849 – 29. Juli 1850       | Antonio María Blanco                       | interimsweise                   |
| 29. Juli 1850 – 20. Dezember 1853       | Antonio de Urbiztondo y Eguía              |                                 |
| 20. Dezember 1853 – 2. Februar 1854     | Ramón Montero y Blandino                   | Erste Amtszeit, interimistisch  |
| 2. Februar 1854 – 28. Oktober 1854      | Manuel Pavia y Lacy, Marqués de Novaliches |                                 |
| 28. Oktober 1854 – 20. November 1854    | Ramón Montero y Blandino                   | Zweite Amtszeit, interimistisch |
| 20. November 1854 – 5. Dezember 1856    | Manuel Crespo y Cebrián                    |                                 |
| 5. Dezember 1856 – 9. März 1857         | Ramón Montero y Blandino                   | Dritte Amtszeit, interimistisch |
| 9. März 1857 – 12. Januar 1860          | Fernando de Norzagaray y Escudero          |                                 |
| 12. Januar 1860 – 29. August 1860       | Ramón María Solano y Llanderal             | interimistisch                  |
| 29. August 1860 – 2. Februar 1861       | Juan Herrera Dávila                        | interimistisch                  |
| 2. Februar 1861 – 7. Juli 1862          | José Lemery e Ibarrolai Ney y Gonzáles     |                                 |
| 7. Juli 1862 – 9. Juli 1862             | Salvador Valdés                            | interimistisch                  |
| 9. Juli 1862 – 24. März 1865            | Rafael Echagüe y Bermingham                |                                 |
| 24. März 1865 – 25. April 1865          | Joaquín del Solar e Ibáñez                 | Erste Amtszeit, interimistisch  |
| 25. April 1865 – 13. Juli 1866          | Juan de Lara e Irigoyen                    |                                 |
| 13. Juli 1866 – 21. September 1866      | José Laureano Sáenz y Posse                | interimistisch                  |
| 21. September 1866 – 27. September 1866 | Juan Antonio Osorio                        | interimistisch                  |
| 27. September 1866 – 26. Oktober 1866   | Joaquín del Solar e Ibáñez                 | Zweite Amtszeit, interimistisch |
| 26. Oktober 1866 – 7. Juni 1869         | José de la Gándara y Navarro               |                                 |

### Regent Francisco Serrano Domínguez (1869/1870)
| Herrschaft                    | Name                                    | Anmerkung      |
| ----------------------------- | --------------------------------------- | -------------- |
| 7. Juni 1869 – 23. Juni 1869  | Manuel Maldonado                        | interimistisch |
| 23. Juni 1869 – 4. April 1871 | Carlos María de la Torre y Nava Cerrada |                |

### König Amadeus I. (1871–1873)
| Herrschaft                       | Name                         | Anmerkung      |
| -------------------------------- | ---------------------------- | -------------- |
| 4. April 1871 – 8. Januar 1873   | Rafael Izquierdo y Gutiérrez |                |
| 8. Januar 1873 – 24. Januar 1873 | Manuel MacCrohon             | interimistisch |
| 24. Januar 1873 – 17. März 1874  | Juan Alaminos y de Vivar     |                |

### Erste Republik (1873/1874)
| Herrschaft                       | Name                                                                              | Anmerkung      |
| -------------------------------- | --------------------------------------------------------------------------------- | -------------- |
| 17. März 1874 – 18. Juni 1874    | Manuel Blanco Valdemarra                                                          | interimistisch |
| 18. Juni 1874 – 28. Februar 1877 | José Malcampo y Monje, Marqués de San Rafael, Conde de Joló, Vizconde de Mindanao |                |

### König Alfons XII. (1875–1885)
| Herrschaft                       | Name                                  | Anmerkung                       |
| -------------------------------- | ------------------------------------- | ------------------------------- |
| 28. Februar 1877 – 20. März 1880 | Domingo Moriones y Murillo            |                                 |
| 20. März 1880 – 15. April 1880   | Rafael Rodríguez Arias                | interimistisch                  |
| 15. April 1880 – 10. März 1883   | Fernando Primo de Rivera y Sobremonte | Erste Amtszeit                  |
| 10. März 1883 – 7. April 1883    | Emilio Molins                         | Erste Amtszeit, interimistisch  |
| 7. April 1883 – 1. April 1885    | Joaquín Jovellar y Soler              |                                 |
| 1. – 4. April 1885               | Emilio Molins                         | Zweite Amtszeit, interimistisch |
| 4. April 1885–1888               | Emilio Terrero y Parenat              |                                 |

### Königin Maria Christina (1885–1899)
| Herrschaft                         | Name                                         | Anmerkung                                             |
| ---------------------------------- | -------------------------------------------- | ----------------------------------------------------- |
| 1888                               | Antonio Molto                                | interimistisch                                        |
| 1888                               | Federico Lobaton                             | interimistisch                                        |
| 1888–1891                          | Valeriano Weyler                             |                                                       |
| 1891–1893                          | Eulogio Despujol                             |                                                       |
| 1893                               | Federico Ochando                             | interimistisch                                        |
| 1893 – 13. Dezember 1896           | Ramón Blanco y Erenas, Marqués de Peña Plata |                                                       |
| 13. Dezember 1896 – 15. April 1897 | Camilo García de Polavieja y del Castillo    |                                                       |
| 15. April 1897 – 23. April 1897    | José de Lachambre y Domínguez                | interimistisch                                        |
| 23. April 1897 – 11. April 1898    | Fernando Primo de Rivera y Sobremonte        | Zweite Amtszeit                                       |
| 11. April 1898 – 24. Juli 1898     | Basilio Agustín y Dávila                     |                                                       |
| 24. Juli 1898 – 13. August 1898    | Fermín Jáudenes y Álvarez                    | interimistisch                                        |
| 13. August 1898–1898               | Francisco Rizzo                              | interimistisch in Malolos im Widerstand gegen die USA |
| 1898 – 1. Januar 1899              | Diego de los Ríos                            | interimistisch, in Iloilo im Widerstand gegen die USA |

## US-amerikanische Kolonialperiode

### US-amerikanische Militärgouverneure (1898–1901)
| Herrschaft                    | Name                | Anmerkung |
| ----------------------------- | ------------------- | --------- |
| 13. – 29. August 1898         | Wesley Merritt      |           |
| 29. August 1898 – 5. Mai 1900 | Elwell Stephen Otis |           |
| 5. Mai 1900 – 4. Juli 1901    | Arthur MacArthur    |           |
| 4. Juli 1901 – 4. Juli 1902   | Adna Chaffee        |           |

### US-amerikanische Zivilgouverneure (1901–1905)
| Herrschaft                         | Name                | Anmerkung |
| ---------------------------------- | ------------------- | --------- |
| 4. Juli 1901 – 1. Februar 1904     | William Howard Taft |           |
| 1. Februar 1904 – 5. November 1905 | Luke Edward Wright  |           |

### US-amerikanische Generalgouverneure (1905–1935)
| Herrschaft                             | Name                      | Anmerkung                          |
| -------------------------------------- | ------------------------- | ---------------------------------- |
| 5. November 1905 – 19. September 1906  | Henry Clay Ide            |                                    |
| 19. September 1906 – 11. November 1909 | James Francis Smith       |                                    |
| 11. November 1909 – 1. September 1913  | William Cameron Forbes    |                                    |
| 1. September 1913 – 6. Oktober 1913    | Newton Gilbert            | interimistisch                     |
| 6. Oktober 1913 – 5. März 1921         | Francis Burton Harrison   |                                    |
| 5. März 1921 – 21. Oktober 1921        | Charles Yeater            | interimistisch                     |
| 21. Oktober 1921 – 7. August 1927      | Leonard Wood              |                                    |
| 7. August 1927 – 27. Dezember 1927     | Eugene Allen Gilmore      | interimistisch                     |
| 27. Dezember 1927 – 23. Februar 1929   | Henry L. Stimson          |                                    |
| 23. Februar 1929 – 8. Juli 1929        | Eugene Allen Gilmore      | interimistisch                     |
| 8. Juli 1929 – 9. Januar 1932          | Dwight Filley Davis       |                                    |
| 9. Januar 1932 – 29. Februar 1932      | George Butte              | interimistisch                     |
| 29. Februar 1932 – 15. Juli 1933       | Theodore Roosevelt junior |                                    |
| 15. Juli 1933 – 14. November 1935      | Frank Murphy              | letzter Gouverneur der Philippinen |